# X-Ray Engine
 (octobre 2019).
Si vous disposez d'ouvrages ou d'articles de référence ou si vous connaissez des sites web de qualité traitant du thème abordé ici, merci de compléter l'article en donnant les références utiles à sa vérifiabilité et en les liant à la section « Notes et références ».
Le X-Ray Engine  est un moteur de jeu développé par le studio ukrainien GSC Game World, spécialisé dans les jeux de tir à la première personne. À l'origine, développé pour STALKER: Shadow of Chernobyl, il a ensuite été adapté aux opus dérivés : Clear Sky et Call of Pripyat.
Il est compatible avec les DirectX 8.0 ou supérieurs. Il a été conçu pour gérer une intelligence artificielle performante, basée sur un système de capture de mouvement et un rendu graphique nécessitant une grande quantité de polygones sur de vastes étendues.

## Spécifications

### Rendu sous DirectX 8

#### Base
- Les niveaux combinant aussi bien des espaces fermés que d’énormes secteurs ouverts
- Une demande de chargement simplifiée est rendue possible pour créer d’énormes niveaux
- Le temps passé dans le jeu change le temps du jour
- l’animation puissante en fil de fer permet l’utilisation matériel de capture de mouvement et produit un mouvement lisse et réaliste des personnages
- le moteur VR-SIMULATION optimisé pour des chargements lourd en masse

#### Rendu
- Supporté pour tout accélérateurs compatible D3D, démarré à partir de la 2nde génération (TNT/Voodo2/etc.), optimisé pour Geforce2 et supérieur.
- Visualisation optimisée pour le TnL matériel (tant FF que les hachures à particules)
- Niveau continu de détail technologique pour toute la géométrie
- ~300 000 polygones par image à 60 images par seconde sur du matériel moyen
- Des modèles de personnage détaillés (500-10 000 polygones)
- Système d’animation mélangé ultra-rapide capable de monter un nombre infini d’interpolation et modulation
- SSE/3Dnow! Technologies utilisées pour le skinning et les scènes cinématiques
- Détermination de visibilité
- Portal-style, non-linéaire, subdivision basé sur le système de détection de visibilité
- Optimisé pour le matériel T&L à l’égard de traitements primitifs lourds groupés
- Sélection d’occlusion dynamique, sélection de contribution
- Lumières dynamiques colorées et ombre dynamique « soft »
- Source de lumières destructible
- Lumières animées
- Ombrage des personnages
- Sélection de sources de lumières intelligente, coupure, fusion
- Eau, lueurs, couronnes lumineuses, etc.
- Système de particule avec physique réel
- Post traitement d’écran
- La bibliothèque Shader est le plus important dans votre rendering pipeline
- Extraction total de l’API graphique
- Rendi multi-pass
- Fallback Shaders
- Facilite le développement à travers les plates formes
- Sépare l’écriture shader à partir du développement moteur
- Pixel et Vertex shaders sont automatiquement utilisés sur shading capable hardware

### Rendu sous DirectX 9

#### Base
- Le rendu utilise une approche de ce qu’on appelle « Shading Reporté » qui permet de détruire les barrières dans les comptes de polygones des moteurs récents et des moteurs à venir.
- Plus de 3 millions de polygones en total « bump-mapped » représentant chacun une image, ainsi qu’une vraie lumière dynamique complexe en temps réel et par pixel avec une interactivité sur les objets.
- L’utilisation sur la haute précision du matériel mis à jour, permet de baser le moteur entièrement sur l’éclairage GDH ou HDR (Gamme Dynamique Haute / High Dynamic Range).
- Rendu naturel de matériel complexe avec une interaction légère adaptée, comme le métal rouillé, l’ora naturel, le verre, la peau réaliste, etc.
- Niveau logiciel, il corrige physiquement les ombres (à la différence des pochoirs) de tout sur tout.
- Vrai éclairage par pixel par calculs physiques.
- Des centaines d’éclairage par image en temps réel.
- Support d’origine pour les effets volumétriques tel que le brouillard, la brume ou la luminosité
- Le post-traitement en mémoire permet d’obtenir des effets très complexe comme certains effets de photoshop et le pousse en haut de l’échelle en qualité cinématographique.

#### Détail objets
- Herbes, petites pierres, etc.
- Traces, Vent, réaction à la pression, Flux turbulents

#### Physiques
- Basé sur un moteur ODE
- La vitesse de simulation surpasse les moteurs commerciaux telques MathEngine, Havok, etc.
- IK en temps réel, véhicule physique, etc.
- Base de données de collision avec utilisation de mémoire basse
- Détection de collision optimisée par un grand nombre de requêtes dans l’environnement polygonal supérieur
- Balistique, mouvements, moteur fluide, neige, pluie, explosions, etc.

#### Son
- Son 3D HRTF de haute qualité avec coupure et traçage partiel d’onde
- Occlusion, obstruction, environnements différents (WIP)
- « Basse-pénalité » & « Petit-délai » technologie de réactions (en moins de 1ms, temps de réaction)
- Contexte-relatif de multiples musiques mixées aux formats MP3/MP2/WMA/ADPCM formats

#### Réseau
- Calcul dispersé
- Système basé en Client-Server

#### Outils
- Outils maison (Niveau, Particule, Editeurs PNJ)
- Modules d’extension pour la plupart des modèles

#### IA
- Simulation et sélection du Niveau de détail (2 modèles d’IA – détail haut et bas)
- La fibre basé sur le temps de distribution permet à l’IA d’évoluer sans ralentissement
- Vue virtuelle, écoute et odorat
- Réaction du terrain selon l’évolution tactique
- FSM avec un facteur aléatoire
- La conduite de conception de données (modèles basés sur des fonctions d’évaluation sont générés automatiquement et optimisés sur des exemples d’étude – leçons supervisées)

## Jeux utilisant le moteur
- STALKER: Shadow of Chernobyl (2007, PC) - THQ, GSC Game World
- STALKER: Clear Sky (2008, PC) - Deep Silver, GSC Game World
- STALKER: Call of Pripyat (2010, PC) - BitComposer Games, GSC Game World